# Polo Cockta
Polo Cockta – napój bezalkoholowy typu cola. Produkowany w Polsce był w Polsce od lat 70. jako konkurencja dla Coca-Coli.

## Historia
W latach 70. XX na rynek polski wpuszczono Coca-Colę oraz Pepsi Colę. W odpowiedzi na to zaczęto produkować Polo Cocktę, która bazowała na jugosłowiańskiej recepturze napoju cockta. Początkowo produkowano ją w dziewięciu przedsiębiorstwach w Polsce. W Polsce sprzedawano jej więcej niż w całej Jugosławii, bo około 80 milionów butelek rocznie.
Na etykiecie Polo Cockty można było przeczytać: Napój gazowany słodzony z dodatkiem naturalnych substancji smakowo-aromatycznych. Barwiony. Zawiera kofeinę. Produkujące napój Spółdzielnie Spożywcze Społem nie trzymały się jednej receptury. Polo Cocktę sprzedawano w różnych butelkach (na jednych napisy wykonywano metodą sitodruku, inne miały naklejki jak z oranżady).
Napój Polo Cockta był ważnym elementem fabuły filmu Kingsajz (1987, reż. Juliusz Machulski), gdzie umożliwiał on krasnoludkom utrzymanie większego rozmiaru swojego ciała i przebywanie w Polsce, zamiast w szufladzie.
Po dekadzie marka wróciła na polski rynek za sprawą Zbyszko Company Sp. z o.o. z Radomia, która na fali popularności produktów stylizowanych na epokę PRL, wykupiła licencję na używanie nazwy. Sprzedawana Polo Cockta jednak nie odniosła sukcesu, przez co przedsiębiorstwo Zbyszko w 2007 roku zastąpiła ją marką Polo Cola.
W 2015 roku Zbyszko Company wznowił produkcję Polo Cockty. Grupą odbiorczą produktu nie były osoby z sentymentem do produktu z PRL-u, ale młodzież. Opakowania zostały ozdobione ilustracjami w stylu vintage autorstwa Katarzyny Boguckiej.